# 七釜温泉

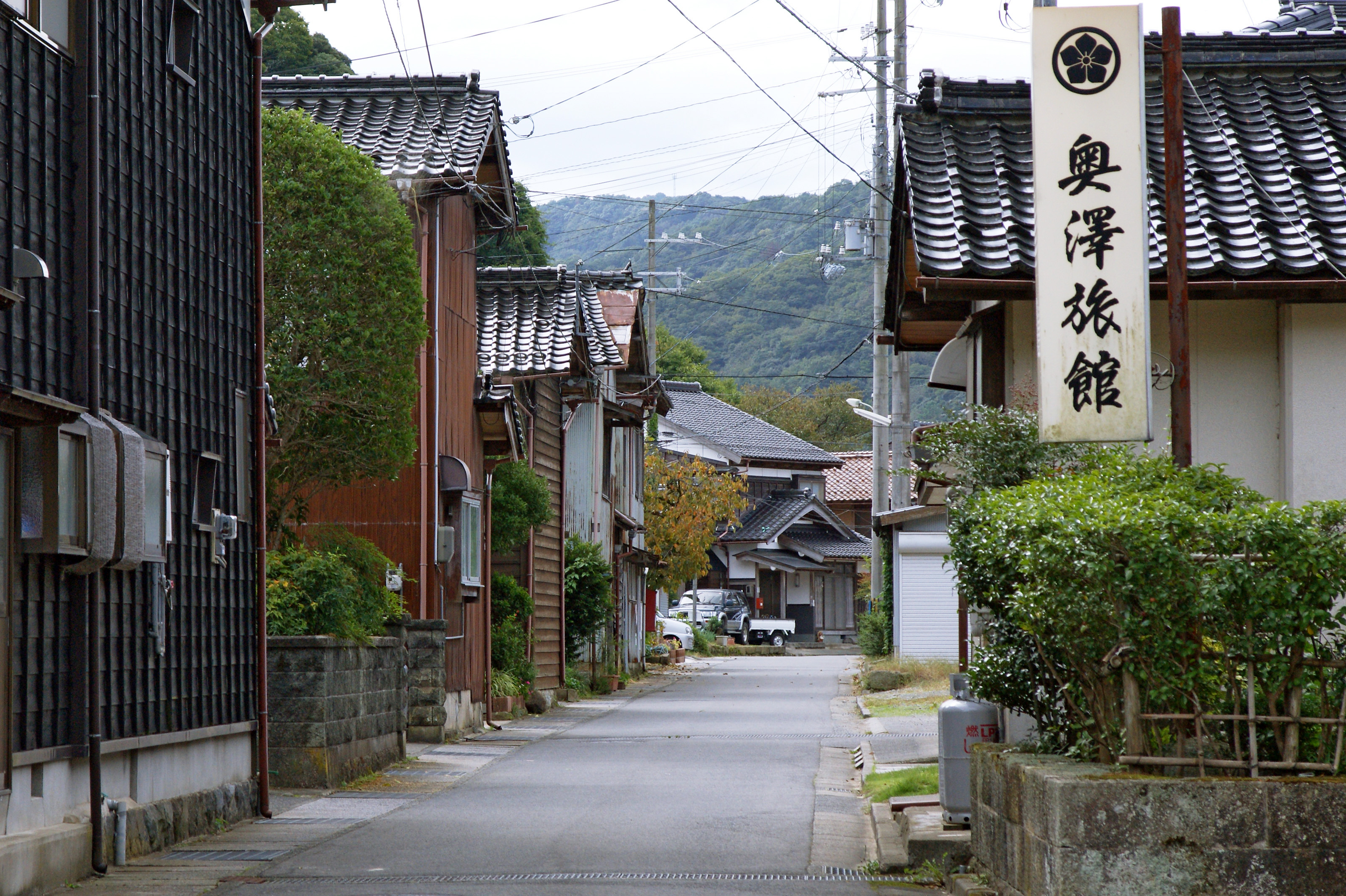
温泉街

七釜温泉（しちかまおんせん）は兵庫県新温泉町にある温泉。浜坂温泉郷を構成する温泉の一つである。

## 概要
兵庫県北西部の岸田川畔に1955年に発見された天然湧出の温泉で、現在の浜坂温泉郷において最初の開湯となる。本格的なボーリングは1961年より行われ、1962年9月26日の七釜温泉公衆浴場オープンを期に、旅館・民宿が次々開業し、次第に温泉街が形成されていった。この七釜温泉公衆浴場に代わり2005年7月にオープンした七釜温泉ゆーらく館が新しいランドマークとなり、現在に至る。
当温泉は、源泉の温度が適温で加水加温の必要が無いため殆ど全ての宿が「源泉掛け流し」であり、浜坂温泉郷において最も効能が高い温泉とされる。

## 温泉街の施設・名所
- 七釜温泉ゆーらく館
- 七釜温泉病院
- 玉田禅寺
- 山宮神社 - 旧村社
- ひょうたん民芸館

## 周辺
- 浜坂温泉郷
  - 浜坂温泉 - バス9分
- 湯村温泉 - バス15分
- 浜坂県民サンビーチ
- 但馬御火浦